# Prison School
Prison School (jap. 監獄学園, Purizun Sukūru) ist eine Manga-Serie von Akira Hiramoto, die von 2011 bis 2017 in Japan erschien. Sie ist in die Genres Comedy und Seinen einzuordnen. Adaptionen als Anime und Dorama wurden 2015 ausgestrahlt.

## Inhalt
Die Hachimitsu-Mädchenschule lässt erstmals in ihrer Geschichte auch Jungen zu. Die ersten, die die Schule besuchen, sind Kiyoshi Fujino (藤野 清志) und seine vier Freunde Takehito „Gakuto“ Morokuzu (諸葛 岳人), Shingo Wakamoto (若本 真吾), Jōji „Joe“ Nezu (根津 譲二) und Reiji „Andre“ Andō (安堂 麗治). Doch bestehen noch immer die strengen Regeln der Mädchenschule, die Belästigung der Mädchen und Voyeurismus hart bestrafen. Ein geheimer Schülerinnenrat wacht über diese Regeln. Dieser wird von Mari Kurihara (栗原 万里), der Tochter des Schulleiters, geleitet, unterstützt von ihrer sadistischen Stellvertreterin Meiko Shiraki (白木 芽衣子) und der gewalttätigen Sekretärin Hana Midorikawa (緑川 花). Nachdem es an der Schule zu einigen Vorfällen gekommen ist, sollen die fünf Schüler einen Monat im Schulgefängnis verbringen oder werden der Schule verwiesen.

## Veröffentlichung
Die Serie erschien zwischen dem 7. Februar 2011 (Ausgabe 10/2011) und dem 25. Dezember 2017 (Ausgabe 4–5/2018) im Young Magazine von Kodansha in Japan. Die Einzelkapitel wurden auch in insgesamt 28 Sammelbänden herausgebracht. Die Bände verkauften sich in den ersten Wochen jeweils über 160.000 mal und zuletzt über 270.000 mal. Insgesamt wurden bis Dezember 2015 mehr als 7,5 Millionen Exemplare verkauft. 2013 gewann der Manga den Kōdansha-Manga-Preis in der allgemeinen Kategorie.
Eine deutsche Übersetzung erschien von April 2015 bis Dezember 2020 bei Egmont Manga mit allen 28 Bänden. Im April 2017 erschien zudem ein limitiertes Einsteiger-Set, bestehend aus den ersten drei Bänden. Yen Press lizenzierte den Manga für die USA, Taiwan Tohan für Taiwan.
Im Juli 2016 wurde bekannt, dass ab der Ausgabe 8/2016 des Young Magazine am 6. August ein Spinoff-Manga mit dem Titel Fukukaichō wa Ganbaru starten wird. Die Serie stammt von ReDrop und thematisiert verstärkt die Vizevorsitzende des Schülerrats.
| Band | Japanisch        | Japanisch              | Deutsch          | Deutsch                |
| Band | Veröffentlichung | ISBN                   | Veröffentlichung | ISBN                   |
| ---- | ---------------- | ---------------------- | ---------------- | ---------------------- |
| 01   | 6. Juni 2011     | ISBN 978-4-06-382043-0 | 2. Apr. 2015     | ISBN 978-3-7704-8454-6 |
| 02   | 6. Okt. 2011     | ISBN 978-4-06-382091-1 | 5. Juni 2015     | ISBN 978-3-7704-8455-3 |
| 03   | 6. Jan. 2012     | ISBN 978-4-06-382125-3 | 6. Aug. 2015     | ISBN 978-3-7704-8456-0 |
| 04   | 6. Apr. 2012     | ISBN 978-4-06-382159-8 | 1. Okt. 2015     | ISBN 978-3-7704-8774-5 |
| 05   | 6. Juli 2012     | ISBN 978-4-06-382195-6 | 3. Dez. 2015     | ISBN 978-3-7704-8775-2 |
| 06   | 6. Nov. 2012     | ISBN 978-4-06-382224-3 | 4. Feb. 2016     | ISBN 978-3-7704-8776-9 |
| 07   | 6. Feb. 2013     | ISBN 978-4-06-382261-8 | 7. Apr. 2016     | ISBN 978-3-7704-9115-5 |
| 08   | 2. Mai 2013      | ISBN 978-4-06-382302-8 | 1. Juni 2016     | ISBN 978-3-7704-9116-2 |
| 09   | 5. Juli 2013     | ISBN 978-4-06-382320-2 | 3. Aug. 2016     | ISBN 978-3-7704-9117-9 |
| 10   | 4. Okt. 2013     | ISBN 978-4-06-382359-2 | 6. Okt. 2016     | ISBN 978-3-7704-9254-1 |
| 11   | 6. Dez. 2013     | ISBN 978-4-06-382387-5 | 1. Dez. 2016     | ISBN 978-3-7704-9255-8 |
| 12   | 6. März 2014     | ISBN 978-4-06-382432-2 | 2. Feb. 2017     | ISBN 978-3-7704-9256-5 |
| 13   | 2. Mai 2014      | ISBN 978-4-06-382461-2 | 6. Apr. 2017     | ISBN 978-3-7704-9439-2 |
| 14   | 6. Aug. 2014     | ISBN 978-4-06-382499-5 | 1. Juni 2017     | ISBN 978-3-7704-9440-8 |
| 15   | 6. Nov. 2014     | ISBN 978-4-06-382525-1 | 3. Aug. 2017     | ISBN 978-3-7704-9441-5 |
| 16   | 6. März 2015     | ISBN 978-4-06-382570-1 | 4. Okt. 2017     | ISBN 978-3-7704-9597-9 |
| 17   | 5. Juni 2015     | ISBN 978-4-06-382643-2 | 7. Dez. 2017     | ISBN 978-3-7704-9596-2 |
| 18   | 6. Aug. 2015     | ISBN 978-4-06-382647-0 | 1. Feb. 2018     | ISBN 978-3-7704-9595-5 |
| 19   | 4. Dez. 2015     | ISBN 978-4-06-382714-9 | 4. Apr. 2018     | ISBN 978-3-7704-9839-0 |
| 20   | 4. März 2016     | ISBN 978-4-06-382741-5 | 5. Juli 2018     | ISBN 978-3-7704-9840-6 |
| 21   | 6. Juni 2016     | ISBN 978-4-06-382804-7 | 2. Nov. 2018     | ISBN 978-3-7704-5542-3 |
| 22   | 5. Aug. 2016     | ISBN 978-4-06-382836-8 | 7. März 2019     | ISBN 978-3-7704-5543-0 |
| 23   | 4. Nov. 2016     | ISBN 978-4-06-382872-6 | 5. Juni 2019     | ISBN 978-3-7704-5743-4 |
| 24   | 6. März 2017     | ISBN 978-4-06-382960-0 | 4. Okt. 2019     | ISBN 978-3-7704-5979-7 |
| 25   | 2. Mai 2017      | ISBN 978-4-06-382965-5 | 5. März 2020     | ISBN 978-3-7704-5982-7 |
| 26   | 4. Aug. 2017     | ISBN 978-4-06-510091-2 | 4. Juni 2020     | ISBN 978-3-7704-2656-0 |
| 27   | 6. Nov. 2017     | ISBN 978-4-06-510425-5 | 3. Sep. 2020     | ISBN 978-3-7704-2657-7 |
| 28   | 6. Apr. 2018     | ISBN 978-4-06-511500-8 | 3. Dez. 2020     | ISBN 978-3-7704-2821-2 |

## Anime
Eine Anime-Adaption erfolgte durch das Studio J.C.Staff unter der Regie von Tsutomu Mizushima. Die 12 Folgen wurden vom 11. Juli bis 26. September 2015 nach Mitternacht (und damit am vorigen Fernsehtag) auf Tokyo MX erstausgestrahlt sowie mit bis zu zwei Tagen Versatz auch auf KBS Kyōto, TV Aichi, BS11, Sun TV und AT-X.
In Deutschland wurde die Anime-Serie von Nipponart lizenziert und erschien zwischen Juli 2016 und Februar 2017 auf DVD und Blu-ray. Ab dem 13. Juli 2015 bis zur Einstellung der Plattform war die Serie als Simulcast mit Originalton und deutschen Untertiteln bei Anime on Demand verfügbar.
In den USA wurde das Werk von Funimation erworben.

### Synchronisation
| Rolle                      | Japanische Stimme | Deutsche Stimme     |
| -------------------------- | ----------------- | ------------------- |
| Kiyoshi Fujino             | Hiroshi Kamiya    | Felix Auer          |
| Takehito „Gakuto“ Morokuzu | Katsuyuki Konishi | Hans-Peter Anders   |
| Jōji „Joe“ Nezu            | Daisuke Namikawa  | Amir Yarahi         |
| Reiji „André“ Andō         | Kazuyuki Okitsu   | Karim El Kammouchi  |
| Shingo Wakamoto            | Ken’ichi Suzumura | Paul Deny           |
| Mari Kurihara              | Sayaka Ōhara      | Bettina Zech        |
| Meiko Shiraki              | Shizuka Itō       | Stefanie Dischinger |
| Hana Midorigawa            | Kana Hanazawa     | Ilena Gwisdalla     |
| Chiyo Kurihara             | Chinami Hashimoto | Sabine Bohlmann     |

### Episodenliste
| Episode | Deutscher Titel                     | Originaltitel                                       | Japanische Erstausstrahlung |
| ------- | ----------------------------------- | --------------------------------------------------- | --------------------------- |
| 01      | Der große Spann-Angriff             | ノゾキ大作戦 Nozoki Daisakusen                      | 11. Juli 2015               |
| 02      | Der Mann, der zu viel wusste        | 尻すぎていた男 Shiri Sugiteita Otoko                | 18. Juli 2015               |
| 03      | Der große Ausbruch                  | 大噴出 Daifunshutsu                                 | 25. Juli 2015               |
| 04      | „Begleite mich zum Sumo“, sagte sie | 私をスモーに連れてって Watashi o Sumō ni Tsuretette | 31. Juli 2015               |
| 05      | Der größte Verräter an der Schule   | 学園一の裏切り男 Gakuen Ichi no Uragiri Otoko       | 7. Aug. 2015                |
| 06      | Hanas Rache                         | 復讐するは花にあり Fukushūsuru wa Hana ni Ari       | 14. Aug. 2015               |
| 07      | Meikos leckeres Restaurant          | 芽衣子のおいしいレストラン Meiko no Oishī Resutoran | 21. Aug. 2015               |
| 08      | Andrés Tagebuch                     | アンドレの日記 Andore no Nikki                      | 28. Aug. 2015               |
| 09      | Ganz viel Körperflüssigkeit         | 体液がいっぱい Taieki ga Ippai                      | 4. Sep. 2015                |
| 10      | Ist das Leben nicht schön?          | 素晴らしき尻哉人生！ Subarashiki Shiri Kana, Jinsei | 11. Sep. 2015               |
| 11      | Eryngii Brockovich                  | エリンギ・ブロコビッチ Eringi Burokobicchi          | 18. Sep. 2015               |
| 12      | Good Morning Prison                 | グッドモーニング・プリズン Guddo Mōningu Purizun    | 25. Sep. 2015               |

### Musik
Die Serienmusik stammt von Kōtarō Nakagawa. Der Vorspanntitel ist Ai no Prison (愛のプリズン, „Gefängnis der Liebe“) und der Abspanntitel Tsumibukaki Oretachi no Sanka (罪深き俺たちの賛歌, „die Hymne von uns Sündenbehafteten“), die beide von den Kangoku Otoko („Gefängnisjungs“), d. h. den Synchronsprechern der fünf männlichen Hauptfiguren gesungen werden.

## Dorama
Eine Realserie unter der Regie von Noboru Iguchi wurde zwischen dem 26. Oktober und 21. Dezember 2015 auf MBS sowie etwas später auch auf TBS ausgestrahlt.
Die Rollen spielen:
- Taishi Nakagawa (Kiyoshi Fujino)
- Tokio Emoto (Takehito Morokuzu)
- Daiki Miyagi (Jōji Nezu)
- Garigari Garikuson (Reiji Andō)
- Masato Yano (Shingo Wakamoto)
- Hirona Yamazaki (Mari Kurihara)
- Asana Mamoru (Meiko Shiraki)
- Aoi Morikawa (Hana Midorikawa)
- Rena Takeda (Chiyo Kurihara)